# 2017-18년 미국 독감
2017-18년 미국 독감(2017–18 United States flu season)은 미국에서 발생한 독감 시즌이다. 미국은 매년 독감 시즌이 있어서, 수많은 사람들이 사망한다.

## 역사
2017년, 호주에서 20년 만에 독감이 유행했고, 6개월 뒤 남반구와 계절이 반대인 북반구에서 겨울이 시작되면서 미국에서도 같은 주의 독감이 돌았다.
2017~2018년 독감 시즌에 미국인 4,500만명이 감염되어 61,000명이 사망했다. 독감은 인플루엔자라고 부른다.
평소 만성 질환이 있으면 독감 합병증이 나타날 위험이 높다. 폐렴이나 뇌염, 심근염이 생길 수 있고 장기기능 부전이 일어나면 치명적일 수 있다.
마고 사보이 미국 템플 대학교 루이스카츠의대 교수는 "우리는 감기가 얼마나 치명적인지 과소평가하고 있다"며 "알려지지 않은 것을 두려워하고 새로운 감염에 대한 정보를 더 갈망하는 경향이 있다"고 지적했다.
미국에서는 2017년 연말~2018년 초 겨울 독감으로 인해 약 79,000명이 사망했다.인구 5천만명인 한국은 보통 겨울 독감으로 약 5,000명이 사망한다. 그러면 인구가 6배로 3억명인 미국은 약 30,000명이 사망해야 비슷한데 79,000명이면 상당히 많이 사망한 것이다.
2019-20년 미국 독감은 2017~2018년 미국 독감 보다 사망자가 더 많아질 것 같다면서 미국 질병통제예방센터(CDC)는 우려하고 있다.

## 병원균
독감은 일반적으로 A, B, C형 등 세 가지 유형이 있는데, 그 중 A형 인플루엔자 바이러스가 전세계적 유행을 일으키는 바이러스의 90%에 해당한다. 매년 흔히 유행하는 인플루엔자바이러스는 대부분 H1N1이다.

## 따뜻한 겨울
최근 들어 지구 온난화 현상 등으로 겨울답지 않은 따뜻한 날씨가 지속되고 있다. 일단 겨울이 지나치게 따뜻하면 독감 바이러스가 기승을 부린다.

## 치료
2018년 10월 24일, 20년만에 처음으로 새로운 독감 치료제가 FDA의 승인을 받았다. 독감 치료제 발록사비르 마르복실(baloxavir marboxil)의 복제 의약품인 조플루자(Xofluza)는 한번 복용으로 효과를 볼 수 있다. 12세 이상에게 판매 및 사용이 승인되었다. 최상의 효과를 보려면 FDA는 발열, 통증, 콧물 등의 증상이 발견된 첫 이틀 이내에 복용할 것을 권고했다. 조플루자의 미국 내 판매사인 제넨텍은 이 알약의 가격을 150달러(약 18만원)로 제시했다. 의료보험이 있으면 30달러이다.
독감은 39도 이상의 발열이 대표적인 증상인데, 발열 즉시 이틀 이내에 치료제 알약을 먹어야 한다는 것이다.